# Zoo Tycoon
Zoo Tycoon je budovatelská strategie, kterou vyvinula společnost Blue Fang Games a vydala divize Microsoft Studios. Hráč se ve hře ujímá zoologické zahrady, kterou musí udržovat tak, aby vydělávala. V roce 2001 byla vydána pro Microsoft Windows a Mac OS X, o čtyři roky později byla převedena také na Nintendo DS. V roce 2002 byly vydány dva datadisky, Zoo Tycoon: Dinosaur Digs, který do hry přidával vyhynulá zvířata, a Zoo Tycoon: Marine Mania, obsahující mořské živočichy. V roce 2004 byl vydán druhý díl série Zoo Tycoon, Zoo Tycoon 2.